# Guillaume d'Aigrefeuille l'Ancien
Pour les articles homonymes, voir Aigrefeuille.
Guillaume d'Aigrefeuille l'Ancien, (1326-1369), dit le cardinal de Saragosse, né dans le diocèse de Limoges, au lieu de La Font, en Limousin, est le second fils de Guillaume d'Aigrefeuille et d'Aigline de Tudeils, le frère d'Aymar d'Aigrefeuille, maréchal de la Cour pontificale d'Avignon, et du cardinal Faydit d'Aigrefeuille, l'oncle du cardinal Guillaume d'Aigrefeuille le Jeune.

## Biographie

### Cardinal à vingt-quatre ans
Sa carrière ecclésiastique doit tout à son cousin Pierre Roger, le futur Clément VI. Entré d'abord chez les bénédictins de Beaulieu puis au monastère de Lagrasse dans le diocèse de Carcassonne. Il fut appelé par son parent devenu archevêque de Rouen et fut fait prieur de Saint-Pierre d'Abbeville.
Peu après son élection, Clément VI le nomma protonotaire apostolique et auditeur de la Sainte Rote à Avignon. Il avait à peine vingt ans quand il est placé par le pape sur le siège archiépiscopal de Saragosse le 19 janvier 1347.
Il fut créé cardinal-prêtre de Sainte-Marie en Transtevere lors du consistoire du 17 décembre 1350. Dans cette promotion se trouvaient aussi : Raymond de Canillac, Pierre de Cros et Étienne de la Garde, autres parents et alliés du pape.

### Le légat d'Innocent VI et d'Urbain V
Deux ans plus tard, le 16 décembre, il fit partie de vingt-cinq cardinaux du Sacré Collège qui entrèrent en conclave pour donner un successeur à Clément VI. Ce fut un autre Limousin qui fut élu le 18 décembre 1352. Le cardinal Étienne Aubert prit le nom d'Innocent VI. Ce pape en fit son légat en Sicile, au cours de l'année 1355 pour administrer le royaume de Trinacrie après la mort du roi Louis (Ludovic).
À la mort d'Innocent VI, le 22 septembre 1362, ce furent vingt cardinaux qui se réunirent en conclave. Six jours plus tard, Guillaume de Grimoard, abbé de Saint-Victor de Marseille, fut élu pape sous le nom d'Urbain V. Sa candidature avait été proposée et soutenue par le cardinal d'Aigrefeuille, sur les conseils de son frère Pierre, l'évêque d'Uzès.
En reconnaissance, le 4 décembre 1362 le nouveau pape envoya en légation le cardinal de Saragosse, auprès de Pierre le Cruel qui venait de tuer son épouse, la belle-sœur du Dauphin Charles.

### Le fondateur de la principauté d'Andorre
Nommé cardinal-prêtre de Sainte-Suzanne par Urbain V en octobre 1363 et devenu camerligue du pape, Guillaume d'Aigrefeuille est fait cardinal-évêque de Sainte-Sabine le 17 septembre 1367. Il suit le pape lors de son retour à Rome cette même année. Urbain V le désigne alors comme arbitre entre l'évêque d'Urgel et Gaston Fébus, comte de Foix au sujet de la principauté d'Andorre. C'est le cardinal qui, par les statuts qu'il lui donne, en fait une principauté où régnaient deux coprinces.

### Le cardinal succombe à la peste

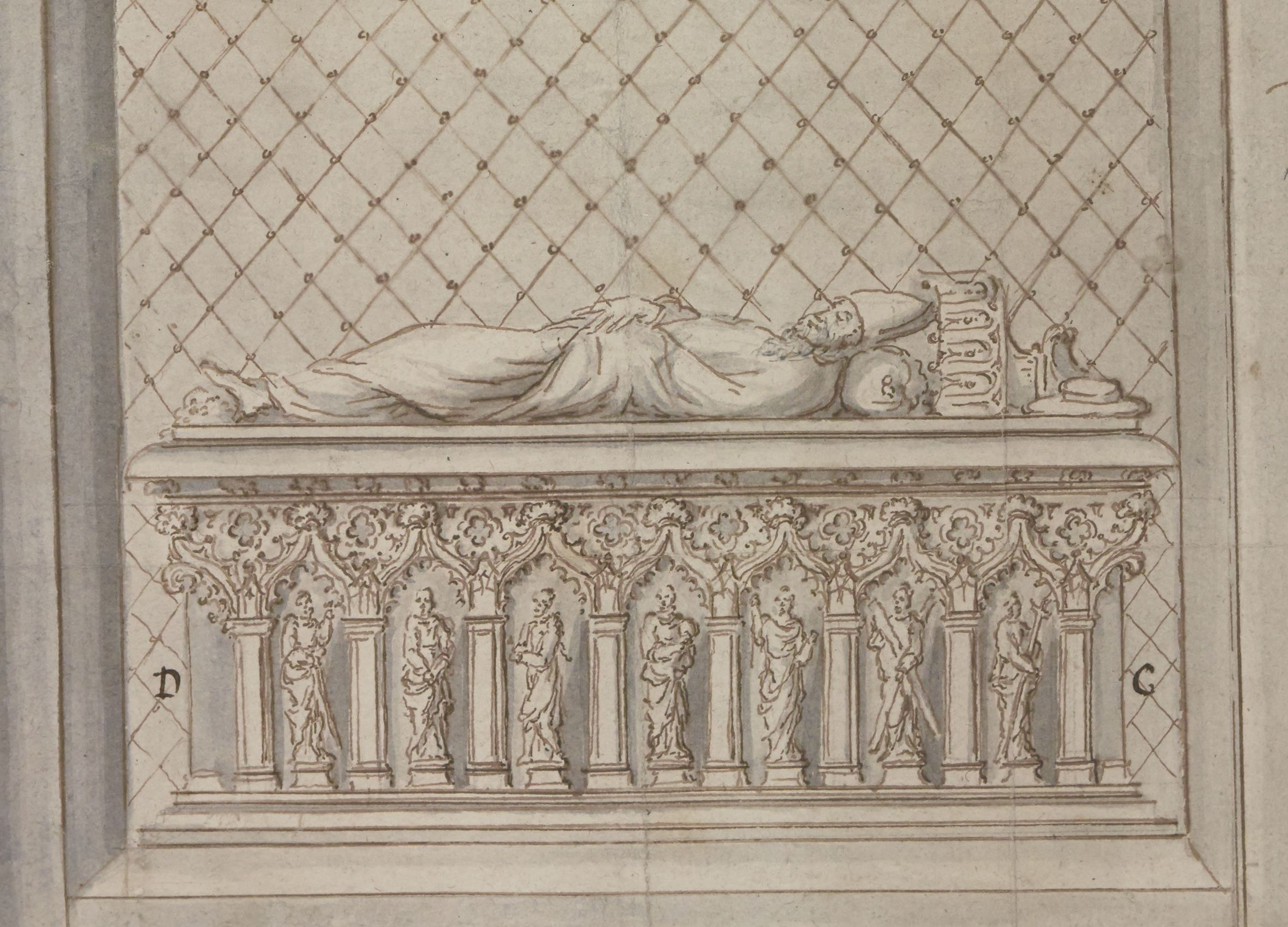
Le tombeau du cardinal d'Aigrefeuille à Saint-Martial de Limoges (dessin à la plume réalisé en 1726).

En 1368, Guillaume d'Aigrefeuille, nommé cardinal-évêque de Sabine, demanda des bénéfices pour ses cousins germains Bertrand de Vayrac et Jean de Merle. Consacré par Urbain V dans ses nouvelles fonctions, le 31 octobre 1368, il reçut la légation de Naples.
Le 4 octobre 1369, à Viterbe, il a succombé à la peste. D'abord inhumé sur place dans l'église des augustins dédiée à la Très Sainte Trinité, ses restes furent transférés à Saint-Martial de Limoges où on lui éleva un tombeau magnifique.
Ses armes sont aux clés de voûte de l'église de la Roche où il avait fondé la vicairie de Saint-Martial ou de Grafeuille-La Font.